# Bolešiny
Bolešiny (deutsch Boleschin) ist eine Gemeinde in Tschechien. Sie liegt fünf Kilometer östlich von Klatovy und gehört zum Okres Klatovy.

## Geographie
Bolešiny befindet sich im zum Schwihauer Bergland (Švihovská vrchovina) gehörigen Bolešinská kotlina (Boleschiner Kessel) an einem kleinen Zufluss zum Bach Točnický potok. Nördlich erheben sich die Zámková hora (442 m) und die Hora (484 m) und im Nordosten der Na Vrších (496 m). Durch Bolešiny führt die Straße II/186 zwischen Klatovy und Plánice.
Nachbarorte sind Předslav und Újezdec im Norden, Petrovičky, Pod Horou, Domažličky und Pečetín im Nordosten, Myslovice im Osten, Kvaslice, Habartice und Obytce im Südosten, Hoštičky, Hoštice und Kydliny im Süden, Kosmáčov, Cihelna, Činovec und Čínov im Südwesten, Slavošovice, Pihovice und Čertovka im Westen sowie Chaloupky, Točník und Ostřetice im Nordwesten.

## Geschichte
Erstmals schriftlich erwähnt wurde Bolešiny im Jahre 1524, als das Dorf zusammen mit Chrást und Pečetín der Herrschaft Grünberg zugeschlagen wurde. Im Jahre 1566 erwarben die Herren Kaffunk von Poborowicz das Gut Boleschin. Ab 1584 gehörte Bolešiny den Herren von Sternberg auf Grünberg und Planitz. 1612 kaufte Přibík Kotz von Dobrz das Gut Beleschin und schloss es an seine Herrschaft Obitz an. Ab 1789 gehörte das Gut den Grafen von Thun und Hohenstein und ab 1827 dem Malteserorden.
Nach der Aufhebung der Patrimonialherrschaften bildete Bolešiny/Boleschin ab 1850 eine Gemeinde im Klattauer Kreis und Gerichtsbezirk Klattau. Ab 1868 gehörte die Gemeinde zum Bezirk Klattau. Am 1. Juli 1975 erfolgte die Eingemeindung von Ostřetice (mit Makalovy) und Slavošovice. Zum 1. Januar 1976 wurde Myslovice (mit Domažličky, Kroměždice, Pečetín und Újezdec) eingemeindet. Am 24. November 1990 lösten sich Myslovice, Ostřetice und Makalovy wieder los und bildeten eigene Gemeinden.

## Gemeindegliederung
Die Gemeinde Bolešiny besteht aus den Ortsteilen und Katastralbezirken Bolešiny (Boleschin), Domažličky (Domaschlitzl, 1939–45: Kleintaus), Kroměždice (Kromieschditz), Pečetín (Petschetin), Slavošovice (Slawoschowitz) und Újezdec (Aujestel). Zu Bolešiny gehören außerdem die Einschichten Cihelna, Činovec und Pod Horou. 

## Sehenswürdigkeiten
- Kapelle der Jungfrau Maria in Bolešiny
- Kapelle in Činovec
- Kapelle in Domažličky
- Kapelle in Kroměždice
- Kapelle in Slavošovice
- Wassermühle Podhora